# 滨海木蓝
滨海木蓝（学名：Indigofera litoralis）为豆科木蓝属下的一个种。

## 扩展阅读
維基物種上的相關：滨海木蓝